# 照準器

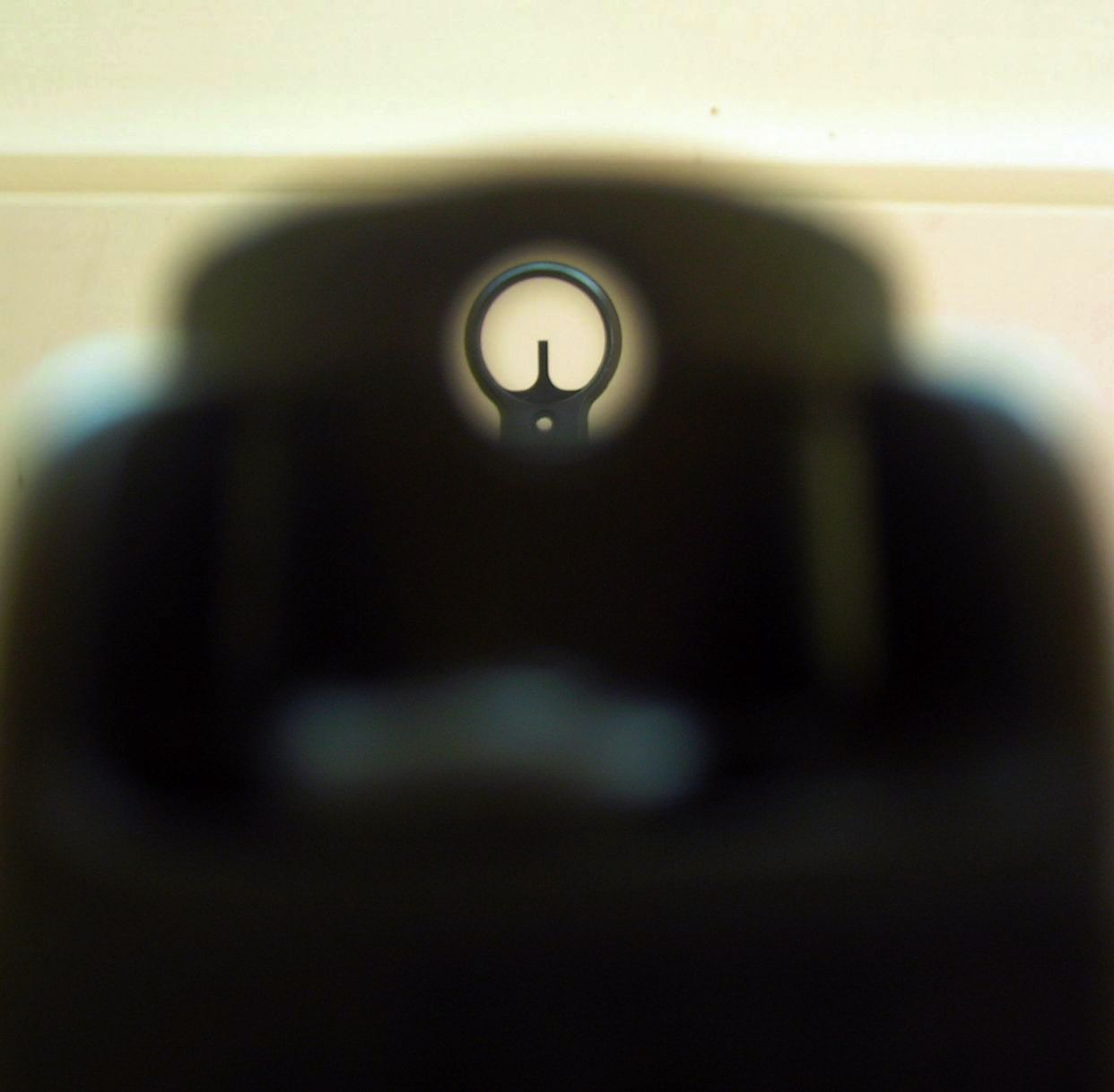
H&K MP5的机械瞄具

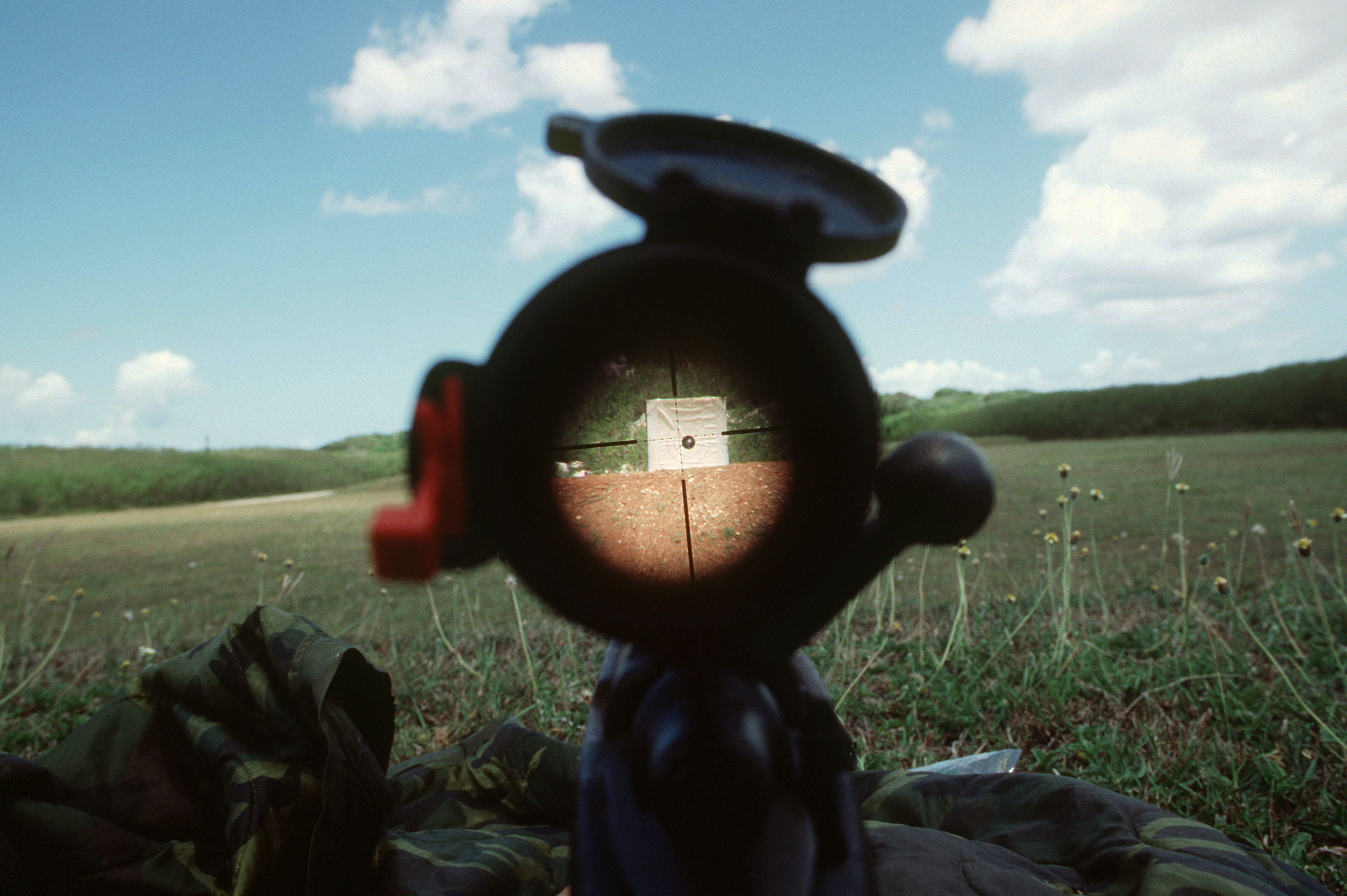
20倍放大的望远瞄准镜

照準器（英語：sighting device）也称瞄具（sight，用在枪械上时称为），是一种装设在武器或测量仪器上用来帮助使用者对目标进行精确观瞄和测量的工具。照準器可以是个简单和目标排成直线作参照物的标记系统，或者是一种可以让使用者可以看见目标的影像并附有同等焦距的瞄准点的光学仪器，也可以是将瞄准点直接投射到目标身上的光学照射器。

## 种类

### 机械瞄具
机械瞄具（simple sights）俗称“铁瞄”（iron sights），分准星与照门两部分，配合在一起与目标对准排列形成“三点一线”用以瞄准。具体种类包括：
- 开放式（open sight）
- 觇孔式（aperture sight）
  - 鬼环（ghost ring）
  - 目标孔（target aperture sight）

### 光学瞄具
光学瞄具（optical sight，简称optics）指通过光学或光电手段将肉眼观察到的目标图像加以增强和补充，从而改进瞄准效果的瞄具，分为被动式（不向目标放射光线）和主动式（向目标放射光线）两大类。具体种类包括：

#### 被动式
- 望远镜式瞄具（telescopic sight），俗称的“瞄准镜”（scope），与折射望远镜的光学原理相似
  - 枪械瞄准镜（gun scope），因为通常用于步枪上因而也称为步枪瞄准镜（riflescope），由于通常依赖天然的可见光因此在中国大陆也称为“白光瞄准镜”
  - 观测镜（spotting scope），一种便携的高倍望远镜，通常具有比步枪瞄准镜高出许多的放大倍数因此可以用来辅助射击者进行观瞄
- 准直式瞄具（collimator sight），最早在越南战争后期出现，1990年代末期被反射式瞄具取代
- 反射式瞄具（reflector sight），俗称“红点反射镜”、“红点镜”或“内红点”
- 全息式瞄具（holographic sight），俗称“全息镜”
- 微光成像仪（low light imaging），也称微光夜视仪（low light night vision），利用放大环境光（ambient light）的对比度来观察肉眼不敏感的亮度
  - 模拟式夜视仪（analogue night vision），主要使用影像增强器（image intensifier）来达到夜视作用，是最常见的夜视装置
  - 数码式夜视仪（digital night vision），本质上是一种使用滤光器的数码相机，用调节感光度来在液晶显示器上产生增强影像对比度的效果，是一种还在技术初期的新式夜视装置，但优点在于可以日夜通用、录制或编辑影音、和其他的移动设备进行即时共享，而且可以整合激光测距仪
- 热影像仪（thermographic device），也称热成像仪（thermal imaging）、被动式红外夜视仪（passive infrared night vision）

#### 主动式
- 主动式红外夜视仪（active infrared night vision），带有红外线照射功能的热成像仪
- 激光瞄准器（laser aiming module），和激光笔原理一致，俗称“外红点”，有时也被一些科盲外行误称为“红外线”
- 激光测距仪（laser rangefinder）
- 距离选通激光成像系统（laser range-gated imaging system）
- 光学雷达（LIDAR）